# Перестержа
Перестержа — река в России, протекает по Тосненскому району Ленинградской области и Чудовском районе Новгородской области. Устье реки находится в 22 км по левому берегу реки Тигода у деревни Нечанье Успенского сельского поселения. Длина реки составляет 13 км.

## Данные водного реестра
По данным государственного водного реестра России относится к Балтийскому бассейновому округу, водохозяйственный участок реки — Волхов, речной подбассейн реки — Волхов. Относится к речному бассейну реки Нева (включая бассейны рек Онежского и Ладожского озера).
Код объекта в государственном водном реестре — 01040200612102000019346.